# Guy Ritchie
Pour les articles homonymes, voir Ritchie.
Guy Ritchie est un producteur, réalisateur et scénariste britannique, né le 10 septembre 1968 à Hatfield, dans le Hertfordshire (Royaume-Uni).
Il se fait connaître du grand public en 1998 avec sa comédie noire Arnaques, Crimes et Botanique, qui reçoit huit récompenses dont le MTV Movie Award du meilleur nouveau cinéaste et celui de la meilleure comédie à la British Comedy Award. Il confirme son style avec un autre film de gangsters, Snatch (2000), où il dirige la star Brad Pitt, mais connait un flop critique et commercial quand il se diversifie avec le mélo À la dérive (2002), porté par sa propre épouse, Madonna.
Par la suite, il regagne progressivement les faveurs de la critique en revenant au film de gangsters avec Revolver (2005) et RocknRolla (2008), puis se met au service des grands studios hollywoodiens : il met en scène deux films consacrés à Sherlock Holmes (2009-2011) avec Robert Downey Jr. dans le rôle-titre, puis signe différentes adaptations avec la comédie d'espionnage Agents très spéciaux : Code UNCLE (2015), le film épique Le Roi Arthur : La Légende d'Excalibur (2017) et le remake en prise de vues réelles du classique d'animation des studios Disney, Aladdin (2019). Cette même année, il réalise The Gentlemen, qui reçoit un accueil du public favorable et sera suivi en 2024 de son adaptation en série sur Netflix.

## Biographie

### Jeunesse
Guy Stuart Ritchie naît le 10 septembre 1968 à Hatfield dans le comté de Hertfordshire. Il est le second enfant du capitaine John Vivian Ritchie, ancien officier des Seaforth Highlanders, reconverti dans la publicité, et de sa première épouse, Amber Parkinson. Ses parents divorcent et son père se remarie à Shireen Folkard, baronne Ritchie de Brompton, une femme politique britannique, et sa mère se remarie à Sir Michael Leighton, 11e baronnet de Loton Park, et devient Lady Leighton. Outre une sœur aînée, Tabitha, Guy Ritchie a un demi-frère, Kevin Bayton, né quand sa mère était adolescente et pas encore mariée à son père.
Guy Ritchie découvre très tôt le cinéma, et se rend compte qu'il veut faire des films après avoir regardé le film Butch Cassidy et le Kid (George Roy Hill, 1969). Malgré son amour pour le 7e art, le jeune Guy refuse à tout prix de rentrer dans une école de cinéma, expliquant que les films créés par les jeunes diplômés de ces écoles étaient ennuyeux et non regardables.
Enfant, on lui diagnostique une dyslexie. Il est alors envoyé à la très réputée Stanbridge Earls School près de Romsey, spécialisée dans les problèmes de dyslexie. À l'âge de 15 ans, Guy Ritchie se fait renvoyer de l'école, il évoque alors sa consommation de drogue comme raison de son renvoi , alors que selon son père « il fut attrapé en train de divertir une fille dans sa chambre ».
À sa sortie de l'école, Guy Ritchie passe les dix années suivantes à voyager et à vivre de différents petits boulots, jusqu'à l'âge de 25 ans où il commence à travailler en tant que stagiaire à la mise en scène.

### Carrière

#### Débuts et révélation (1995-2001)
Après avoir tourné de nombreux clips et spots publicitaires, il réalise, en 1995, un court-métrage de 20 minutes, The Hard Case. Trudie Styler, actrice et productrice anglaise, voit le court-métrage et souhaite investir dans le film que prépare Guy Ritchie. En 1998, le réalisateur sort donc de l'anonymat avec son premier long-métrage, Arnaques, Crimes et Botanique, dans lequel on retrouve notamment le chanteur du groupe The Police, Sting, qui n'est autre que le mari de Trudie Styler. Film à petit budget, la première réalisation de Ritchie marque par son cynisme et sa violence. Les critiques comparent alors le style du réalisateur à celui de Quentin Tarantino pour ses dialogues et ses verbes haut en couleur. Arnaques, Crimes et Botanique raconte l'histoire de quatre amis vivant de petits braquages et arnaques en tout genre dans les rues de Londres. À la suite d'une partie de poker perdu, ils se retrouvent à la tête d'une dette de près de 500 000 £ qu'ils doivent régler à un roi de la pègre. Le film se démarque alors par son humour noir et sa violence à outrance, enfin le mot Fuck est prononcé 125 fois. De plus, Guy Ritchie donne sa chance à un jeune acteur alors méconnu, Jason Statham, et aussi à l'ancien footballeur britannique Vinnie Jones.
En 2000, il gagne un prix Edgar-Allan-Poe des Mystery Writers of America récompensant le meilleur film. Enfin en 2004, le film est classé au 38e rang des meilleurs films britanniques de tous les temps par le magazine Total Film.
En 2000, Ritchie enchaine directement avec son second film, intitulé Snatch : Tu braques ou tu raques, au casting duquel figure notamment la star hollywoodienne Brad Pitt, qui accepte de réduire son cachet pour pouvoir absolument y participer. D'autres célébrités participent au film, comme Benicio del Toro et Dennis Farina. Snatch devient un véritable succès au box-office. Avec un budget d'environ 3 000 000 $, le film engrange près de 30 093 107 $ aux États-Unis et 12 137 698 £ au Royaume-Uni. Certains critiques applaudissent le génie de Ritchie pour son originalité, mélangeant action violente, film de gangsters et un humour très britannique même si plusieurs critiques sont faites, notamment celle de trop s'inspirer de Pulp Fiction. La prestation de Brad Pitt est aussi saluée pour son rôle de boxeur gitan d'origine irlandaise avec un accent indescriptible, qui lui permet de casser son image habituelle.
En 2001, il participe à la série produite par BMW Films. Il réalise l'épisode Star avec Clive Owen et Madonna.

#### Confirmation difficile (2002-2008)

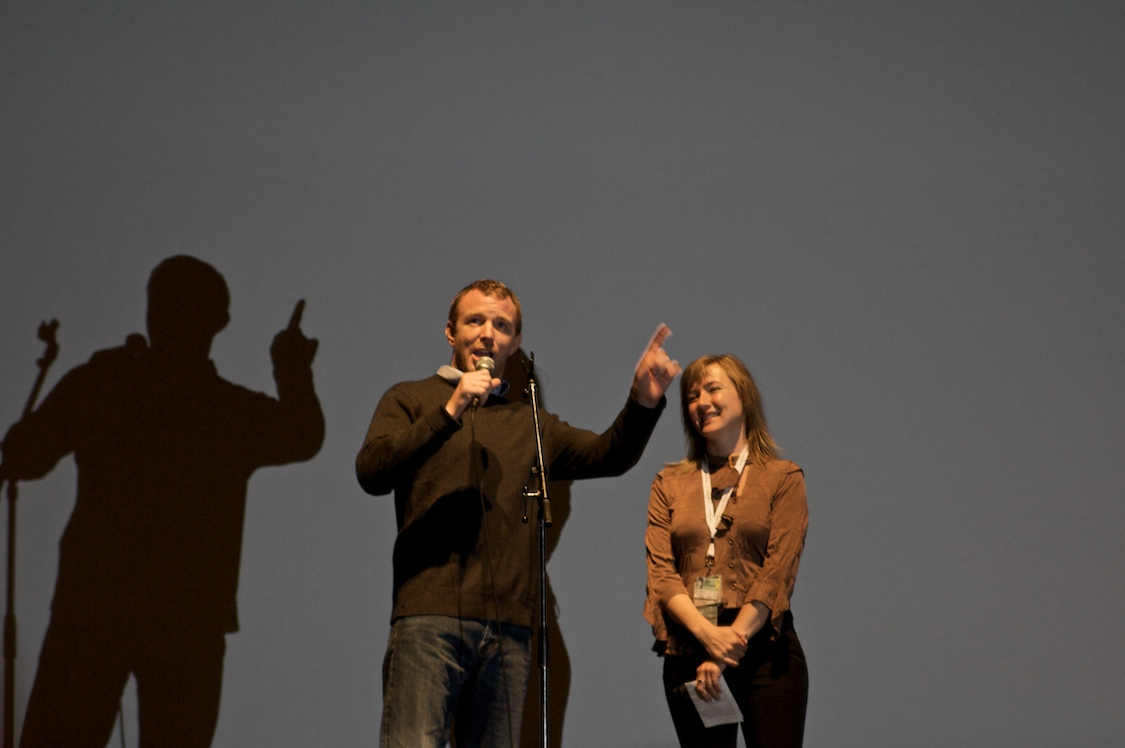
Le réalisateur à la première de RocknRolla au Festival international du film de Toronto de septembre 2008

En 2002, il dirige sa compagne Madonna dans À la dérive, remake d'un film italien de 1974, Vers un destin insolite sur les flots bleus de l'été (Travolti da un insolito destino nell'azzurro mare d'agosto, Lina Wertmüller). Le film est un échec cuisant, aussi bien sur le plan commercial que sur le plan critique.
En 2005, Guy Ritchie revient à son premier amour, les comédies de gangsters, avec Revolver, où il retrouve pour la troisième fois Jason Statham. Le film, produit par Luc Besson, déroute cependant quelque peu le public et les fans de Guy Ritchie.
En avril 2008, il réalise la publicité pour l'Euro 2008 de l'équipementier Nike, intitulée To the next level, et qui met en scène l'ascension d'un jeune joueur de football néerlandais qui signe à Arsenal. La publicité se distingue par la vue à la première personne et par le nombre important de guest stars, avec entre autres Arsène Wenger, William Gallas, Wayne Rooney, Cristiano Ronaldo, Ronaldinho, Cesc Fàbregas, Marco Materazzi, Zlatan Ibrahimović, Ruud van Nistelrooy et Wesley Sneijder. À noter que Guy Ritchie est supporter du club du Chelsea F.C..
En novembre 2008, il sort son 5e film, RocknRolla, un retour aux sources dans la lignée de ses deux premiers films, Arnaques, Crimes et Botanique et Snatch. On retrouve au casting Gerard Butler, Tom Wilkinson, Thandie Newton, Ludacris, Idris Elba, Jeremy Piven, Tom Hardy et Mark Strong. Alors que le générique de fin annonce une suite au film, The Real Rock N Rolla, et que Thandie Newton parle d'une trilogie en cas de succès du premier opus, rien ne se concrétise.

#### Blockbusters hollywoodiens (années 2010)

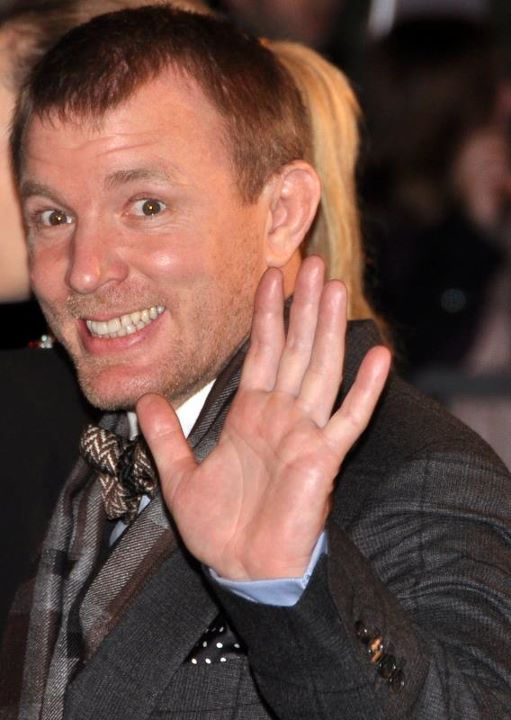
Le réalisateur à l'avant-première parisienne de Sherlock Holmes : Jeu d'ombres, en janvier 2012.

En 2009, Guy Ritchie s'attaque au plus célèbre des détectives britanniques : Sherlock Holmes. Il est choisi par Warner Bros. pour adapter un comic book de Lionel Wigram sur les aventures du détective consultant. On retrouve Robert Downey Jr. dans le rôle-titre, Jude Law dans celui du Docteur Watson, Rachel McAdams en Irène Adler et Kelly Reilly en Mary Morstan. Il dirige également la suite du film, Sherlock Holmes : Jeu d'ombres, sortie deux ans plus tard. Il retrouve Jude Law lorsqu'il réalise la publicité Dior Homme Sport pour Parfums Christian Dior en 2010.
En 2012, il réalise le clip publicitaire du jeu vidéo Call of Duty: Black Ops II, avec notamment Omar Sy et Robert Downey Jr..
En 2015, alors qu'un troisième Sherlock Holmes est envisagé, il signe la mise en scène de Agents très spéciaux : Code UNCLE (The Man from U.N.C.L.E.), adaptation de la série télévisée des années 1960, Des agents très spéciaux. Il y dirige notamment Henry Cavill et Armie Hammer, ainsi qu'Alicia Vikander et Hugh Grant. Le film ne rencontre pas un énorme succès dans le monde, avec seulement 109 645 109 $ de recettes mondiales, pour un budget d'environ 75 millions de dollars.
Il enchaîne ensuite avec une nouvelle version des aventures du Roi Arthur, produite par la Warner. Le Roi Arthur : La Légende d'Excalibur sort en mai 2017. Guy Ritchie y dirige à nouveau Jude Law, après les deux films sur Sherlock Holmes. Le rôle du Roi Arthur y est tenu par Charlie Hunnam. Le film devait être le premier d'une nouvelle franchise, mais les résultats au box-office remettent en cause l'idée de suites.
Le 12 octobre 2016, Walt Disney Pictures annonce être en discussion avec Guy Ritchie pour réaliser l'adaptation en prise de vues réelle du film d'animation Aladdin (1992),. Le tournage de Aladdin débute en septembre 2017. Il sort en mai 2019.

#### Films d'actions et enchainements des projets (années 2020)
Il opère ensuite un « retour aux sources » avec le film The Gentlemen (2019), un film de gangsters proche de ceux de ses débuts, Arnaques, Crimes et Botanique et Snatch : Tu braques ou tu raques avec Matthew McConaughey, Charlie Hunnam, Colin Farrell et Hugh Grant.
Son film suivant est Un homme en colère (Wrath of Man), remake du film français Le Convoyeur (2004) de Nicolas Boukhrief. Il y retrouve Jason Statham, après Arnaques, Crimes et Botanique, Snatch et Revolver. Le film met également en scène Holt McCallany, Scott Eastwood, Laz Alonso et Josh Hartnett. Tourné en 2019, le film sort en 2021. Il enchaine ensuite avec le tournage du film d'espionnage Operation Fortune: Ruse de guerre (repoussé à plusieurs reprises et sorti en 2023), alors même que Un homme en colère n'est pas encore sorti au cinéma.
En février 2022, il débute le tournage d'un tout autre film de guerre, intitulé The Covenant avec Jake Gyllenhaal dans le rôle principal. Le film sort en 2023, en salles dans certains pays mais principalement en vidéo à la demande
En juin 2022, il est annoncé qu'il réalisera prochainement une adaptation en prises de vue réelles de Hercule, 35e « classique d'animation » des studios Disney sorti en 1997. Le film n'a pas encore de date de sortie. Il adapte ensuite son long métrage The Gentlemen dans une série homonyme diffusée dès début 2024 sur Netflix, avec Theo James dans le rôle principal.
Peu après sort Le Ministère de la Sale Guerre, un nouveau film de guerre dont l'intrigue se déroule en 1939. Il avait rapidement enchaîné avec le tournage d'un autre film d'action, In the Grey, dans lequel il dirige à nouveau Henry Cavill, Jake Gyllenhaal et Eiza González. Il est autorisé à tourner malgré la grève SAG-AFTRA,. La sortie est cependant repoussée.
Guy Ritchie enchaine les tournages. En mars 2024 débute le tournage du film d'aventures Fountain of Youth avec notamment John Krasinski et Natalie Portman. Il sort en mai 2025 sur Apple TV+. Il participe en parallèle à la série MobLand (2025). Il tourne ensuite le film Wife and Dog, avec Benedict Cumberbatch, Rosamund Pike et Anthony Hopkins, alors que In the Grey n'est toujours pas sorti.

### Vie privée

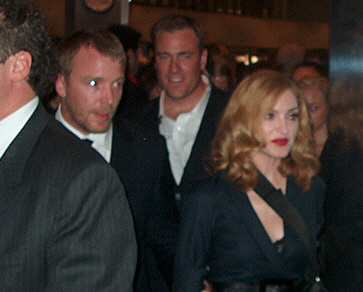
Le réalisateur en septembre 2005 avec sa femme Madonna, qu'il a dirigée dans À la dérive (2002).

Le 22 décembre 2000, Ritchie se marie avec la chanteuse Madonna en Écosse. Ensemble le couple donne naissance à un fils, Rocco, né le 11 août 2000, et adopte en 2006, un garçon, David au Malawi. En octobre 2008, le couple se sépare d'un commun accord.
Durant son mariage avec Madonna, Ritchie se convertit à la kabbale, mouvement spirituel dans lequel la chanteuse est fortement impliquée.
Ritchie est un pratiquant et grand fan de jiu-jitsu brésilien, il est d'ailleurs ceinture marron, de plus il s'entraîne régulièrement avec le champion du monde de la discipline Roger Gracie. Il pratique également le judo, dont il est ceinture noire.
Il est en couple depuis avril 2010 avec le mannequin Jacqui Ainsley, de 13 ans sa cadette avec qui il a 3 enfants. Elle a accouché d'un garçon le 5 septembre 2011, Rafael. Leur fille Rivka est née le 29 novembre 2012. Leur fils Lévi est né le 8 juin 2014. Le couple s'est marié le 30 juillet 2015 après 5 ans de relation.
En février 2023, il rachète le terrain d'aviation de Compton Abbas dans le Dorset avec un plan triennal qu'il qualifie de romantique visant à créer un lieu de rencontres pour les habitants de la région.

## Le style Guy Ritchie

### Influences et style
Guy Ritchie cite les cinéastes Quentin Tarantino et Sergio Leone comme influences principales. Cependant, il a déclaré que « presque tous les films - tout bon film - qui ont jamais été réalisés ont eu une influence sur moi. Mais dans quelle mesure, je n'en ai aucune idée. » Il avoue également apprécier des films comme  Racket (1980) de John Mackenzie, Le Bon, la Brute et le Truand (1966) et Il était une fois dans l'Ouest (1969) de Sergio Leone, Les Sept Samouraïs (1954) d'Akira Kurosawa. Interrogé sur l'influence des jumeaux Kray — de véritables criminels — sur son œuvre, Guy Ritchie répond : « C'est inévitable… tout, plus ou moins, la méchanceté de la vieille école était lié aux Krays à un moment donné. Et les Krays étaient bien pires que tout le monde ne le pense. … Et je sais ce qu'étaient ces garçons. C'était cent fois pire que ce que tout le monde pensait. Il est donc inévitable que tout ce qui est authentique, ancien et britannique ait d'une manière ou d'une autre quelque chose à voir avec les Krays. »
Les films de Ritchie mettent souvent en scène des personnages mémorables et « colorés », comme par exemple le boxeur irlandais gitan Mickey O'Neil incarné par Brad Pitt dans Snatch ou le chef mafieu Harry « la Hache » dans Arnaques, Crimes et Botanique. Dans ses films policiers, il a par ailleurs recours à des dialogues fragmentés, avec de nombreux personnages se comportant de manière menaçante et utilisant un langage argot cockney,. Ses films dépeignent aussi les différents classes sociales de la société britannique. Guy Ritchie développe par ailleurs le look de ses personnes parfois de manière exagérée. Costumier pour le film The Gentlemen, Michael Wilkinson explique que « chaque personnage a un look emblématique et mémorable, un peu plus grand que nature. »
Dans sa réalisation, Guy Ritchie créé souvent des scènes d'action rapides et énergiques et place ses personnages dans des situations de combat ou de violence. Guy Ritchie a par ailleurs régulièrement recours à un montage rapide et serré (fast cutting (en)) et se sert parfois du ralenti pour donner de l'élan à l'histoire et créer une expérience visuelle à fort impact. Il est également connu pour utiliser des histoires entrelacées et une narration non linéaire ou une intrigue circulaire. C'est le cas de Arnaques, Crimes et Botanique, Sherlock Holmes et Snatch : Tu braques ou tu raques,.
Le réalisateur explique son processus créatif :

« Mon processus créatif n’a jamais été quelque chose que je peux mettre en mots. C'est très aléatoire, très dispersé et peut parfois déboucher sur des ruelles sombres et des impasses. Ce que je dirai, c'est que je pense que tout réalisateur doit s'immerger à la fois dans la vie réelle et dans l'histoire pour s'ouvrir pleinement aux processus créatifs. Et vous devez être préparé à la réalité selon laquelle tout processus créatif digne de ce nom doit être révisé, retravaillé et, parfois, complètement jeté par la fenêtre. »

### Collaborateurs réguliers
Devant la caméra
Dès son premier film, Guy Ritchie va engager plusieurs acteurs qui reviendront dans ses films suivants. L'ancien footballeur Vinnie Jones fait ainsi ses débuts sous sa direction dans Arnaques, Crimes et Botanique (1998). Il est à nouveau présent dans le suivant, Snatch : Tu braques ou tu raques, ainsi que dans la série télévisée The Gentlemen (2024). Révélé par Arnaques, Crimes et Botanique, Jason Statham est lui aussi présent dans Snatch : Tu braques ou tu raques (2000), puis Revolver (2005), Un homme en colère (2021) et Operation Fortune: Ruse de guerre (2023). Jason Flemyng et Alan Ford apparaissent dans Arnaques, Crimes et Botanique et Snatch : Tu braques ou tu raques.
Mark Strong est présent dans Revolver (2005), RocknRolla (2008), Sherlock Holmes (2009). Jude Law incarne le Docteur Watson dans Sherlock Holmes (2009) et sa suite Sherlock Holmes : Jeu d'ombres (2011) et joue également dans Le Roi Arthur : La Légende d'Excalibur (2017). Eddie Marsan interprète quant à lui l'Inspecteur Lestrade dans les deux Sherlock Holmes. Il est par ailleurs présent dans The Gentlemen (2020), Un homme en colère (2021) et Operation Fortune: Ruse de guerre (2023).
Geoff Bell joue dans RocknRolla (2008) et Le Roi Arthur : La Légende d'Excalibur (2017), ainsi que dans Carton rouge (2001), seulement produit par Guy Ritchie. Jared Harris incarne le Professeur Moriarty dans Sherlock Holmes : Jeu d'ombres (2011) et Agents très spéciaux : Code UNCLE (2015). Charlie Hunnam tient le rôle-titre dans Le Roi Arthur : La Légende d'Excalibur (2017) et joue également un rôle secondaire dans The Gentlemen (2020). Josh Hartnett joue dans Un homme en colère (2021) et Operation Fortune: Ruse de guerre (2023).
Guy Ritchie a dirigé trois fois Hugh Grant, dans Agents très spéciaux : Code UNCLE (2015), The Gentlemen (2020) et Operation Fortune: Ruse de guerre (2023). Henry Cavill a quant à lui tourné dans Agents très spéciaux : Code UNCLE (2015), Le Ministère de la Sale Guerre (2024) et In the Grey (2025).
L'actrice Eiza González est présente dans Le Ministère de la Sale Guerre (2024) et Fountain of Youth (2025) et prochainement dans In the Grey. Guy Ritchie a dirigé Jake Gyllenhaal dans The Covenant : Mission en Afghanistan (2023) et prochainement dans In the Grey.
Derrière la caméra
Pour ses débuts, il fait appel à John Murphy pour la musique de ses deux premiers longs métrages, Arnaques, Crimes et Botanique (1998) et Snatch : Tu braques ou tu raques (2000). Daniel Pemberton compose la musique de Agents très spéciaux : Code UNCLE (2015) et Le Roi Arthur : La Légende d'Excalibur (2017). Depuis les années 2020, il collabore fréquemment avec le compositeur Christopher Benstead (The Gentlemen, Un homme en colère, Operation Fortune: Ruse de guerre, The Covenant : Mission en Afghanistan, Le Ministère de la Sale Guerre et Fountain of Youth).
Matthew Vaughn a produit trois films de Guy Ritchie : Arnaques, Crimes et Botanique, Snatch : Tu braques ou tu raques et À la dérive. Ils ont par ailleurs produit ensemble Carton rouge (Mean Machine) de Barry Skolnick. Lionel Wigram a officié comme producteur et/ou scénariste de plusieurs films : Sherlock Holmes (2009), Sherlock Holmes : Jeu d'ombres (2011), Agents très spéciaux : Code UNCLE (2015) et Le Roi Arthur : La Légende d'Excalibur (2017).
Ivan Atkinson et Marn Davies ont coécrit avec Guy Ritchie les scénarios de Un homme en colère (2021), Operation Fortune: Ruse de guerre (2023) et The Covenant : Mission en Afghanistan (2023).

## Filmographie

### Réalisateur
- 1995 : The Hard Case (court métrage)
- 1998 : Arnaques, Crimes et Botanique (Lock, Stock and Two Smoking Barrels)
- 2000 : Snatch : Tu braques ou tu raques (Snatch)
- 2002 :  À la dérive (Swept Away)
- 2005 : Revolver
- 2007 : Suspect (téléfilm)
- 2008 : RocknRolla
- 2009 : Sherlock Holmes
- 2011 : Sherlock Holmes : Jeu d'ombres (Sherlock Holmes: A Game of Shadows)
- 2015 : Agents très spéciaux : Code UNCLE (The Man from U.N.C.L.E.)
- 2017 : Le Roi Arthur : La Légende d'Excalibur (King Arthur: Legend of the Sword)
- 2019 : Aladdin
- 2020 : The Gentlemen
- 2021 : Un homme en colère (Wrath of Man)
- 2023 : Operation Fortune: Ruse de guerre
- 2023 : The Covenant : Mission en Afghanistan (Guy Ritchie's The Covenant)
- 2024 : The Gentlemen (série TV) - 2 épisodes
- 2024 : Le Ministère de la Sale Guerre (The Ministry of Ungentlemanly Warfare)
- 2025 : MobLand (série TV) - 2 épisodes
- 2025 : Fountain of Youth
- prochainement : In the Grey Date sujette à modification
- prochainement : Wife and Dog Date sujette à modification

### Scénariste
- 1995 : The Hard Case (court métrage)
- 1998 : Arnaques, Crimes et Botanique (Lock, Stock and Two Smoking Barrels)
- 2000 : Lock, Stock... (série télévisée) - saison 1, épisode 1
- 2000 : Snatch : Tu braques ou tu raques (Snatch)
- 2001 : The Hire: Star (court métrage publicitaire pour BMW)
- 2002 :  À la dérive (Swept Away)
- 2005 : Revolver
- 2008 : RocknRolla
- 2015 : Agents très spéciaux : Code UNCLE (The Man from U.N.C.L.E.)
- 2017 : Le Roi Arthur : La Légende d'Excalibur (King Arthur: Legend of the Sword)
- 2019 : Aladdin
- 2020 : The Gentlemen
- 2021 : Un homme en colère (Wrath of Man)
- 2023 : The Covenant : Mission en Afghanistan (Guy Ritchie's The Covenant)
- 2024 : The Gentlemen (série TV) - 8 épisodes
- 2024 : Le Ministère de la Sale Guerre (The Ministry of Ungentlemanly Warfare)
- prochainement : In the Grey Date sujette à modification
- prochainement : Wife and Dog Date sujette à modification

### Producteur
- 2000 : Lock, Stock... (série télévisée) - 7 épisodes
- 2001 : Carton Rouge (Mean Machine) de Barry Skolnick
- 2007 : Suspect (téléfilm)
- 2008 : RocknRolla
- 2015 : Agents très spéciaux : Code UNCLE (The Man from U.N.C.L.E.)
- 2017 : Le Roi Arthur : La Légende d'Excalibur (King Arthur: Legend of the Sword)
- 2019 : Aladdin
- 2020 : The Gentlemen
- 2022 : Operation Fortune: Ruse de guerre
- 2023 : The Covenant : Mission en Afghanistan (Guy Ritchie's The Covenant)
- 2024 : The Gentlemen (série TV)
- 2025 : MobLand (série TV)
- 2025 : Fountain of Youth
- prochainement : In the Grey Date sujette à modification
- prochainement : Wife and Dog Date sujette à modification

### Caméos
- 2000 : Snatch : Tu braques ou tu raques (Snatch) : l'homme lisant un journal
- 2008 : RocknRolla : un homme à vélo
- 2017 : Le Roi Arthur : La Légende d'Excalibur : le propriétaire d'une maison

### Clips et autres projets
- 2001 : What It Feels Like for a Girl de Madonna
- 2001 : The Hire: Star (court métrage publicitaire pour BMW)
- 2010 : Un Rendez-Vous (court métrage publicitaire pour Dior)[42]

## Box-office
| Film                                   | Budget        | États-Unis,   | France            | Monde,          |
| -------------------------------------- | ------------- | ------------- | ----------------- | --------------- |
| Arnaques, Crimes et Botanique          | 1 350 000 $   | 3 897 569 $   | 111 337 entrées   | 29 938 559 $    |
| Snatch : Tu braques ou tu raques       | 10 000 000 $  | 30 328 156 $  | 585 877 entrées   | 83 593 107 $    |
| À la dérive                            | 10 000 000 $  | 598 645 $     | 6 113 entrées     | 1 036 520 $     |
| Revolver                               | 20 000 000 $  | 84 738 $      | 168 824 entrées   | 7 084 738 $     |
| RocknRolla                             | 18 000 000 $  | 5 700 626 $   | 81 418 entrées    | 25 739 015 $    |
| Sherlock Holmes                        | 80 000 000 $  | 209 028 679 $ | 2 143 123 entrées | 524 028 679 $   |
| Sherlock Holmes : Jeu d'ombres         | 125 000 000 $ | 186 848 418 $ | 2 367 762 entrées | 543 848 418 $   |
| Agents très spéciaux : Code UNCLE      | 75 000 000 $  | 35 136 003 $  | 372 756 entrées   | 109 645 109 $   |
| Le Roi Arthur : La Légende d'Excalibur | 175 000 000 $ | 38 575 283 $  | 761 060 entrées   | 137 875 283 $   |
| Aladdin                                | 183 000 000 $ | 355 559 216 $ | 2 510 813 entrées | 1 050 693 953 $ |
| The Gentlemen                          | 22 000 000 $  | 36 471 795 $  | 630 925 entrées   | 115 171 795 $   |
| Un homme en colère                     | 40 000 000 $  | 27 454 233 $  | 433 750 entrées   | 100 454 233 $   |

- Légendes : Budget (entre 1 et 10 M$, entre 10 et 100 M$ et plus de 100 M$), États-Unis (entre 1 et 50 M$, entre 50 et 100 M$ et plus de 100 M$), France (entre 100 000 et 1 M d'entrées, entre 1 et 2 M d'entrées et plus de 2 M d'entrées) et monde (entre 1 et 100 M$, entre 100 et 200 M$ et plus de 200 M$).

## Distinctions principales
Sources et distinctions complètes : Internet Movie Database.

### Récompenses
- MTV Movie & TV Awards 1999 : meilleur nouveau réalisateur
- Prix Edgar-Allan-Poe 2000 : meilleur scénario pour Arnaques, Crimes et Botanique
- Empire Awards 2001 : meilleur réalisateur britannique pour Snatch : Tu braques ou tu raques
- Razzie Awards 2003 : pire réalisateur pour À la dérive

### Nominations
- British Independent Film Awards 1998 : meilleur réalisateur d'un film britannique indépendant et meilleur scénario pour Arnaques, Crimes et Botanique
- British Academy Film Awards 1999 : meilleur film britannique pour Arnaques, Crimes et Botanique
- Razzie Awards 2003 : pire scénario pour À la dérive
- Saturn Awards 2010 : meilleure réalisation pour Sherlock Holmes
- Saturn Awards 2019 : meilleure réalisation pour Aladdin